# Predrag Samardžiski
Predrag Samardžiski (en macedonio, Предраг Самарџиски, Skopje, 11 de abril de 1986) es un baloncestista normacedonio que pertenece a la plantilla del KK MZT Skopje. Con 2,15 metros de estatura, juega en la posición de pívot.

## Trayectoria deportiva

### Profesional
Samardžiski se formó en la cantera del KK Partizan, llegando a disputar partidos con el primer equipo en la temporada 2004–05. Al año siguiente fichó por el KK FMP donde jugó durante cinco temporadas (2005–2010), siendo la más destacada la 2007-08, en la que promedió 9,4 puntos y 4,8 rebotes por partido. En agosto de 2010 fichó por el Olin Edirne Basket de la liga turca, donde en su única temporada promedió 12,1 puntos y 8,5 rebotes.
En mayo de 2011 fichó por el BC Lietuvos rytas lituano. Allí jugó dos temporadas, promediando en el total de competiciones 6,3 puntos y 4,2 rebotes en la primera, y 5,2 puntos y 3,4 rebotes la segunda. En enero de 2013 fichó por el Estrella Roja serbio, donde acabó la temporada.
En julio de 2013 regresa a Turquía para fichar por el Mersin BB. Disputó una temporada en la que acabó promediando 8,2 puntos y 7,7 rebotes por encuentro. La temporada siguiente fichó por el TED Ankara Kolejliler, pero fue cortado en el mes de diciembre. sólo una semana más tarde regresó a su país al firmar con el KK MZT Skopje, donde acabó la temporada promediando 11,7 puntos y 8,6 rebotes por partido.
En septiembre de 2015 fichó por el KK Mega Leks serbio con un contrato abierto, pero tras siete partidos dejó el equipo para fichar por el Büyükçekmece Basketbol, regresando así al baloncesto turco. Acabó la temporada promediando 4,4 puntos y 5,0 rebotes, regresando en enero de 2017 al KK Mega Leks.

### Selección nacional
Samardžiski forma parte de la selección de Macedonia desde 2009, aunque ya lo había sido en las categorías inferiores desde la sub-16. Participó en el Eurobasket 2009 y en la edición de 2011, donde fue pieza destacada en la consecución del cuarto puesto del campeonato, promediando 5,8 puntos por partido.